# Claudia Lonow
Claudia Lonow, nata Claudia Rappaport (New York, 26 gennaio 1963), è una produttrice televisiva e attrice statunitense.

## Biografia
Tra il 1979 e il 1984 interpreta il ruolo di Diana nella serie televisiva California, e partecipa come guest star a diversi telefilm prodotti da Aaron Spelling, quali Fantasilandia, Love Boat, Hotel, Beverly Hills 90210 e Settimo cielo.
Ideatrice della sit-com Rude Awakening, nel terzo millennio inizia con successo l'attività di produttrice, firmando serie televisive come Perfetti... ma non troppo, The War at Home e Cashmere Mafia.